# Hieracium pulmonarioides
Hieracium pulmonarioides é uma espécie de planta com flor pertencente à família Asteraceae. 
A autoridade científica da espécie é Vill., tendo sido publicada em Prosp. Hist. Pl. Dauphiné 36. 1779; Hist. Pl. Dauphiné 3: 133 (1789).

## Portugal
Trata-se de uma espécie presente no território português, nomeadamente em Portugal Continental.
Em termos de naturalidade é nativa da região atrás indicada.

## Protecção
Não se encontra protegida por legislação portuguesa ou da Comunidade Europeia.